# دين ديموبولوس
دين ديموبولوس (بالإنجليزية: Dean Demopoulos)‏ مواليد 29 مارس 1954 في فيلادلفيا، هو مدرب كرة سلة أمريكي ولاعب معتزل. يدرب فريق ملبورن يونايتد في الدوري الأسترالي لكرة السلة. سبق أن عمل كمدرب مساعد لفريق جامعة تمبل.